# Máté-Tóth András
Máté-Tóth András (Kalocsa, 1957. július 27. –) magyar teológus, vallástudós, egyetemi tanár, a Szegedi Tudományegyetem Vallástudományi Tanszékének alapítója. Kutatási területei kiterjednek a vallástudomány magyarországi történetére,  a kortárs vallási és egyházi változásokra Kelet-Közép-Európában, valamint a római-katolikus pasztorálteológia kortárs jelenségeire.

## Életrajza
Kalocsán, majd Budapesten nevelkedett római-katolikus családban. 1971 és 1974 között a budapesti Piarista Gimnáziumban tanult. Nagyatádi katonai szolgálatát követően 1978 és 1983 között a szegedi Hittudományi Főiskolán tanult, ahol 1983-ban teológiai abszolutóriumot szerzett. Fiatal korában nagy hatást gyakorolt rá a Bulányi György piarista tanár által alapított Bokor bázisközösség, amely „katolikus gyökerű, a jézusi szereteteszményt képviselő emberek testvéri társaságaként" a Kádár-korszak egyik meghatározó mozgalma volt.
1982 és 1990 között a politikai nyomás miatt szakmai előremenetele megtorpant, több időszakos munkát kellett vállalnia. Az 1980-as évek végén ismerkedik meg Paul Zulehner osztrák katolikus teológus munkásságával, aki nagy hatással lesz rá. 1989 és 1991 között a Bécsi Egyetem Római-Katolikus Teológia Karának doktori hallgatója. Doktori dolgozatát (Die Zeichen der Zeit und die katholische Kirche in Ungarn) 1991-ben védte meg. 1991 és 2001 között az SZTE JGYTF Kar Alkalmazott Társadalomismereti Tanszékének főiskolai tanára. Ezzel párhuzamosan, 1992 és 1996 között a Bécsi Egyetem Pasztorálteológiai Intézetében Paul Zulehner professzor vezetésével habilitált. Habilitációs tézise a Bulányi-féle Bokor-bázisközösséget elemezte (Bulányi und die Bokor-Bewegung. Eine pastoraltheologische Würdigung). 1993-ban befejezte az 1980-as években politikai nyomásra abbahagyott képzését is, és katolikus középiskolai hittanári diplomát szerzett.
1992 és 1996 között a Juhász Gyula Tanárképző Főiskola Vallástudományi Szakkollégiumának vezető tanára. 1999-ben a Szegedi Tudományegyetem (korábban József Attila Tudományegyetem) vallástudomány major szakot indított, és megalakította a Vallástudomány Tanszéket a bölcsészettudományi karon. E kutatási terület megalapítását célzó elméleti és oktatási tevékenység 1996-ban kezdődött a József Attila Tudományegyetem Bölcsészettudományi Karán az Alkalmazott Vallástudományi Kutatócsoport vezetésével, mely gyakorlatilag a mai tanszék elődjének tekinthető. Mind a vallástudományi major program elindítása, mind a Vallástudomány Tanszék megalapítása forradalmi fontossággal bír a magyarországi tudománytörténetben. A magyarországi felsőoktatási rendszerben ilyen jellegű program és tanszék nem létezett ezt megelőzően. 1999 és 2022 között a szegedi Vallástudományi Tanszék vezetője, habilitált egyetemi tanára, számos doktori és mesteri dolgozat vezetője. Ezzel párhuzamosan több éven át a Bécsi Egyetem Pasztorálteológiai Intézetének munkatársa és doktori témavezetője, előadótanára 2019-ig. 2011-ben második doktoriját a Pécsi Tudományegyetem Bölcsészettudományi Kar Nyelvtudományi doktori iskolájában Horányi Özséb egyetemi tanár vezetésével szerezte vallási kommunikáció és vallásdiskurzus témájában. 2014-ben a vallástudomány első magyar, akadémiai nagydoktora lett.
Az 1990-es évek óta aktívan részt vesz a magyarországi teológiai és vallástudományi témák közéleti megvitatásában is.

## Munkássága
Szakmai munkássága nagyon szerteágazó. Az 1990-es évek elején elsősorban a magyarországi katolikus egyház jelenével, a magyar civil vallásosság kérdéseivel, a Bokor-mozgalommal és a magyar pasztorálteológia problémáival foglalkozott.  Az 1990-es évek óta számos tudományos projektet vezetett a Soros Alapítvány, Renovabis, Templeton Alapítvány, Pastorales Forum, NKFI-OTKA támogatásával. Számos munkája jelent meg a civil vallásosság, szekularizáció kérdéseiről Közép-Kelet Európában és Magyarországon, a valláskommunikáció regionális sajátosságairól, valamint a szekuritizáció vallási vonatkozásairól. 2019-ben elinditotta az MTA-SZTE „Convivence” Vallási Pluralizmus Kutatócsoportot, amely a sebzett kollektív identitás vallási dimenzióit kutatja Közép-Kelet Európában.

## Tagságai
- Magyar Szociológiai Társaság Vallásszociológiai szakosztály (1991-től tag, 1995-től titkár, 2002-2004-ben elnök)
- Magyar Vallástudományi Társaság (1995-től tag)
- Verein der deutschsprachigen Pastoraltheologen (1990-től tag, 1997-2001 között tudományos tanácsnok)
- MAB Hit- és vallástudományi szakbizottság tagja (1998-)
- A "PosT" - Netzwerk der ost-mittel-europäischen Pastoraltheologinnen alapító elnöke (2004-)
- Association for the Study of Religion (ASR) (tag 2006-)
- International Society for the Sociology of Religion (ISSR) (tag 2006-)

## Főbb munkái
- Máté-Tóth, András: Az irgalom kultúrája. Konvivencia Kelet-Közép-Euzrópában. Budapest: Gondolat 2024. ISBN 9789635565573
- Máté-Tóth, András (szerk.): A konvivencia kihívásai. A vallási sokféleségről Kelet-Közép-Európában. Budapest: L'Harmattan 2024. ISBN 9789636461539
- Máté-Tóth, András és Povedák Kinga (szerk.): Religion as Securitization. Routledge 2024. ISBN 9781032462158
- Máté-Tóth, András: Focusing on Wounded Collective Identity: Toward a Regional Interpretation of Religious Processes in Central and Eastern Europe, Occasional Papers of Religion in Central-Eastern Europe (2013-) 42 : 6 pp. 64–76. , 13 p. (2022)[15]
- Máté-Tóth, András Vallás Közép-Európában: Megközelítés a sebzett kollektív identitás felől KORUNK (KOLOZSVÁR) 33 : 3 pp. 23–33. , 11 p. (2022)
- Máté-Tóth, András ; Szilárdi, Réka: Szekuritizáció és vallás Kelet-Közép-Európában: Elméleti felvetés REGIO: KISEBBSÉG KULTÚRA POLITIKA TÁRSADALOM 30 : 1 pp. 26–43. , 18 p. (2022)
- Máté-Tóth, András Freiheit und Populismus: Verwundete Identitäten in Ostmitteleuropa Berlin, Németország : Springer International Publishing (2019) , 314 p. DOI ISBN 9783658254841 ISBN 9783658254858
- Máté-Tóth, András (szerk.) Unblocking Religion: Studying Religion in Today's Central and Eastern Europe Szeged, Magyarország : SZTE BTK Vallástudományi Tanszék (2018) , 107 p. ISBN 9789633065914
- Máté-Tóth, András (szerk.) Intézmény és karizma az egyházban 2.0: ünnepi kötet Tomka Ferenc tiszteletére 75. születésnapja alkalmából Budapest, Magyarország : Szent István Társulat (2017) , 251 p. ISBN 9789632777160
- Máté-Tóth, András ; Nagy, Gábor Dániel Scientologists in Germany: A sociological study Szeged, Magyarország : Szegedi Tudományegyetem BTK Vallástudományi Tanszék (2016) , 138 p. ISBN 9789633064511
- Máté-Tóh, A (szerk.) ; Rosta, G (szerk.) Focus on Religion in Central and Eastern Europe: A Regional View Berlin, Németország : De Gruyter Verlag (2016) , 204 p. ISBN 9783110228113
- Máté-Tóth, András Vallásnézet: A kelet-közép-európai átmenet vallástudományi értelmezése Kolozsvár, Románia : Korunk Baráti Társaság, Komp-Press (2014) , 295 p. ISBN 9789731960784
- Máté-Tóth, András Vallási kommunikáció és vallásdiskurzus: [Communication and discourse of religion] Budapest, Magyarország : L'Harmattan Kiadó (2013) , 141 p. ISBN 9789632366746
- Máté-Tóth, András (szerk.) ; Rughinis, Cosima (szerk.) Spaces and Borders: Current Research on Religion in Central and Eastern Europe New York (NY), Amerikai Egyesült Államok , Berlin, Németország : De Gruyter Verlag (2011) , 230 p.
- Básti Ágnes (szerk.) ; Máté-Tóth, András (szerk.): Mircea Eliade egykor és ma.: Centenáriumi tisztelgés. Szeged, Magyarország: Belvedere Meridionale (2008), ISBN 9789639573413
- Máté-Tóth, András (szerk.) ; Kovács, Marian (szerk.) Vallástudományi tanulmányok III. [Acta Studiorum Religionis III.] Szeged, Magyarország : Bába és Társai Kft. (2008) , 215 p. ISBN 9789639717602
- Máté-Tóth, András (szerk.) ; Nagy, Gábor Dániel (szerk.) Vallásosság – változtatok: Vallási sokféleség Magyarországon Szeged, Magyarország, JATEPress (2008) , 225 p. ISBN 9789634828594
- Máté-Tóth, András (szerk.), Gyálarét társadalma. Szeged, Magyarország : Bába és Társai Kft. (2005) , 140 p. ISBN 9637337520
- Máté-Tóth, András (szerk.):Tomka Miklós 60: Szociológus a társadalom és az egyház szolgálatában. Szeged, Magyarország : Szegedi Tudományegyetem BTK Vallástudományi Tanszék (2003)
- Máté-Tóth, András (szerk.) ; Mikluščák, Pavel (szerk.):Kirche im Aufbruch.: Zur pastoralen Entwicklung in Ost(Mittel)Europa: eine qualitative Studie Ostfildern, Németország : Schwabenverlag (2001) , 383 p. ISBN 3796610242
- Máté-Tóth, András ; Mikluščák, Pavel: Nicht wie Milch und Honig. Unterwegs zu einer Pastoraltheologie der postkommunistischen Länder Ost(Mittel)Europas Ostfildern, Németország : Schwabenverlag (2000) , 219 p. ISBN 3796609880
- Máté-Tóth, András (szerk.) ; Jahn, Mária (szerk.) Studia religiosa: Tanulmányok András Imre 70. születésnapjára Szeged, Magyarország : B and D Stúdió (1998) , 207 p. ISBN 9639144266
- Paul, M Zulehner (szerk.) ; Máté-Tóth, András (szerk.) Unterwegs zur Pastoraltheologie in den postkommunistischen Ländern Europas Szeged, Magyarország : B and D Stúdió (1997)
- Máté-Tóth, András Bulányi und die Bokor-Bewegung: Eine pastoraltheologische Würdigung Wien, Ausztria : Ungarisches Kirchensoziologisches Institut (1996) , 322 p.